# Yenikent (Sincan)
Yenikent (zu Deutsch: Neustadt) ist ein Stadtteil (Semt) am Westrand der Gemeinde Sincan, die wiederum Teil der Büyükşehir Belediyesi Ankara ist. Die Siedlung liegt 30 km nach Westen vom Zentrum von Ankara entfernt am Stadtrand der Kernstadt von Ankara. Anders als der Name und das bauliche Erscheinungsbild vermuten lässt, bezieht sich der Name nicht auf eine Neubausiedlung zur Stadterweiterung von Ankara, sondern ist der einer ehemals selbständigen Gemeinde mit längerer Vergangenheit. Der Name bezieht sich darauf, dass die ursprüngliche, am Ova Çayı gelegene Stadt nach einem verwüstenden Erdrutsch an neuer Stelle wieder aufgebaut wurde. Der Name der Vorgängersiedlung war Zir bzw. İstanoz (bzw. Istanos), unter welchem Namen der Ort auch in historischen Landkarten verzeichnet ist.
Das moderne Yenikent bietet wenige bauliche Besonderheiten. Überregional bedeutsam ist das Osmanlı Stadı, das Fußballstadion des Vereins Osmanlıspor FK. Eine eigene politische Organisation besitzt die Siedlung nicht.
Eine der frühesten Erwähnungen von İstanoz stammt aus dem Jahre 1618/19 von dem Reisenden Simeon, einem in Polen ansässigen Armenier, der auch drei armenische Dörfer in der Gegend erwähnt. Der Reisende Evliya Çelebi spricht bei seinem Besuch 1643 von einer geschäftigen Kleinstadt (Kasaba) mit 1000 Häusern, mit einem Markt, einer Moschee, einem Hamam und sogar einer Wäscherei. Es gebe 1000 Betriebe in der Stadt, die Mohair verarbeiteten. Die Bewohner seien größtenteils Armenier. In der Mitte des 19. Jahrhunderts berichtete der britische Reisende William Francis Ainsworth, es gebe dort 400 Häuser, davon bewohnten Muslime 50 und den Rest Armenier, ferner eine neu erbaute Kirche. Der Reisende Frederick Burnaby sprach 1876 hingegen von 400 Häusern, die zur Hälfte von Türken und Armeniern bewohnt seien.
Im 19. Jahrhundert verschlechterte sich die wirtschaftliche Lage, weil Mohair (Angorawolle) aus Ankara, die wirtschaftliche Basis der Region, nicht mehr die frühere Nachfrage fand. Der Statthalter (Vali) Memduh Paşa (1893–1895) förderte daher zum Ausgleich den Betrieb von Teppichmanufakturen. Damals gab es in İstanoz zehn, im wesentlich größeren Ankara aber nur zwei Manufakturen.
Nach 1809 wurde İstanoz zum Zentrum eines Kaza, einer Mittelbehörde und eines Vorläufers des gegenwärtigen İlçe. Einen schweren Verlust an Bevölkerung erlebte der Ort durch die Deportationen 1915 im Rahmen des Völkermords an den Armeniern. Verfolgungen und Lockerung der Maßnahmen wechselten sich ab. Letztlich führte dies dazu, dass trotz des lokal als gut beschriebenen Verhältnisses zwischen Armeniern und Muslimen auch die verbliebene armenische Bevölkerung fast restlos abwanderte, teils nach Istanbul, teils ins nahöstliche oder westliche Ausland. İstanoz verlor an Bevölkerung und Bedeutung. Der jetzt nur mehr Zir genannte Ort verlor auch seine administrativen Funktionen. 1927 wurde der Sitz der Kaza-Verwaltung in das sich rasch entwickelnde Polatlı verlegt und das zum Dorf gewordene Zir Zentrum eines Bucak. Sincan war damals ein Dorf dieses Bucaks.
1957 wurde das Dorf durch Hochwasser und einen Erdrutsch zerstört und sollte an einer neuen Stelle wieder aufgebaut werden. Intakt blieb nur die historische Brücke Zağar Köprüsü am Eingang des vormaligen Ortes. Dieses neue Dorf erhielt den Namen Uluköy. 1965 wurde es in Yenikent umbenannt. Etliche Bewohner blieben aber zunächst am alten Platz wohnhaft. Erst als nach dem Erdbeben von Varto 1966 Opfer dieses Erdbebens nach Ankara kamen und die leer stehenden Neubauten zu besetzen begannen, zogen die letzten Bewohner von Zir in das neue Yenikent. 1975 wurde dann Yenikent zur Belediye erhoben. 2008 wurde die Belediye aufgelöst und an Sincan angeschlossen.